# Warstwa dobrze wymieszana
Warstwa dobrze wymieszana (ang. mixed layer) – atmosferyczna lub oceaniczna warstwa, w której następuje silne mieszanie.
Najczęściej rozważa się mieszanie prostopadle do powierzchni ziemi (w pionie) zakładając, że rozkład własności horyzontalnych jest jednorodny. Mieszanie może być powodowane różnymi czynnikami: silną konwekcją (zarówno do góry, jak i w dół), wymianą turbulencyjną powodowaną gradientem prędkości wiatru, a w oceanie dodatkowo załamywaniem się fal. W warstwie dobrze wymieszanej pewne zachowawcze parametry fizyczne mają jednorodny rozkład w pionie. Dla przykładu temperatura potencjalna w dobrze wymieszanej i suchej warstwie powietrza jest stała. W takim wypadku temperatura w warstwie dobrze wymieszanej spada zgodnie z gradientem suchoadiabatycznym.

## Oceaniczna warstwa graniczna
Oceaniczna warstwa graniczna jest powodowana przez kilka czynników. Wymianę turbulencyjna wymuszoną przez gradient prędkości przepływu wody z głębokością, przez konwekcję powodowana przez zwiększenie gęstości wody (konwekcja w oceanie powoduje ruchy zstępujące wody). Dzieje się tak przy oziębianiu powierzchni oceanu przez parowanie lub przez zwiększenie gęstości podczas zamarzania lodu (zwiększa się wtedy zasolenie). W atmosferze podobne zjawisko konwekcji w dół zimnego i gęstego powietrza zachodzi na szczycie chmur stratocumulus. Głębokość oceanicznej warstwy granicznej może być różnie definiowana np. na podstawie zmiany temperatury (termoklina), zasolenia (haloklina), lub gęstości (pyknoklina). Tzw. kryterium {\displaystyle \Delta } oparte jest na zmianie własności fizycznych względem wartości referencyjnej (najczęściej na powierzchni oceanu) i definiuje głębokość oceanicznej warstwy dobrze wymieszanej na podstawie zmiany lokalnej temperatury (np. o 0,5 °C lub 0,25 °C) lub zmianie gęstości. Inne metody polegają na ocenie krzywizny profilu temperatury lub gęstości. Istnieją atlasy głębokości oceanicznej warstwy dobrze wymieszanej (ang. mixed layer depth – MLD) m.in. oparte na pracy Monterey i Levitus Dane opierają się na analizie temperatury potencjalnej i gęstości potencjalnej wody na podstawie trzech różnych metod – zmianie temperatury względem temperatury powierzchni oceanu o 0,5 stopnia, zmianie gęstości potencjalnej o 0,125 (w jednostkach sigma) w porównaniu z wartością na powierzchni oceanu, oraz zmianie gęstości w porównaniu z gęstością na powierzchni oceanu odpowiadająca zmianie temperatury o 0,5 °C. Dane Monterey i Levitusa na siatce 1°x1° można przedstawić graficznie za pomocą programu Ocean Data View. Współczesne (2008) sieci pomiarowe oceanu oparte na sondach profilujących Argo (oceanografia) mogą być wykorzystane do oceny głębokości warstwy dobrze wymieszanej.

Termal – cząstka powietrza, która może przyczyniać się do mieszania dolnej warstwy atmosfery

## Atmosferyczna warstwa dobrze wymieszana
Atmosferyczna warstwa graniczna jest powodowana przez konwekcyjne ruchy powietrza lub przez mieszanie mechaniczne związane z gradientem prędkości wiatru. Mieszanie konwekcyjne może być np. związane z termalami powietrza ogrzewanymi przez słońce nad ziemią lub przez ruchy zstępujące na granicy chmur (patrz stratocumulus). Typową procedurą opisu warstwy granicznej jest analiza temperatury potencjalnej. W dobrze wymieszanej warstwie granicznej temperatura potencjalna jest stała.

## Wewnętrzna warstwa graniczna
Podczas adwekcji ciepłego powietrza nad obszar zimnej wody powstaje często warstwa graniczna wewnątrz warstwy dobrze wymieszanej. Warstwa ta nazywana jest wewnętrzną warstwą graniczną (ang. internal boundary layer). Tego typu sytuację można spotkać kiedy ciepły wiatr szamalowy przemieszcza się nad wodami Zatoki Perskiej. Model wewętrznej warstwy granicznej został zaproponowany przez kilku autorów i znalazł zastosowanie m.in. w opisie zmian pionowej struktury powietrza przy przejściu ponad frontem oceanicznym